# Шербеняса (Вилча)
Шербеняса (рум. Șerbăneasa) — село у повіті Вилча в Румунії. Входить до складу комуни Ніколає-Белческу.
Село розташоване на відстані 146 км на північний захід від Бухареста, 13 км на південь від Римніку-Вилчі, 86 км на північний схід від Крайови, 120 км на південний захід від Брашова.

## Населення
За даними перепису населення 2002 року у селі проживали 446 осіб, з них 445 осіб (99,8%) румунів. Рідною мовою 445 осіб (99,8%) назвали румунську.